# 浙大宁波理工学院
浙大宁波理工学院，简称浙大宁理，是一所2001年成立的位于浙江宁波市的公办普通本科高等学校。

## 历史
2001年6月，浙江大学宁波理工学院成立，该院是由浙江省宁波市政府与浙江大学联合投资，建设的民办独立学院。学校位于宁波高教（南）园区，占地面积1116亩，建成面积36万平方米，总投资8.5亿元。
浙江大学协助负责学校日常教学管理，学校领导和主要中层管理干部由浙江大学委派，学校咨询委员会和各专业建设指导委员会由浙江大学、政府部门及著名企业的教授、专家和高级管理人员担任，公共基础课均由该校派教师前来上课，并由学校聘请了包括中国科学院、中国工程院院士在内的55名国内外知名学者为客座或兼职教授。学校图书馆除拥有90万册纸本资源外，还和与浙江大学图书馆共享各类数字资源。
在校本科生约1.1万人，有九个学院，37个专业面向11省市区招生，每年筛选符合条件的一年级新生转入浙江大学就读。在校研究生共有250人左右，主要是与浙江大学，太原科技大学等校联合培养的研究生。学校设有成人教育学院和继续教育学院，开展本科、专科层次学历教育和非学历教育。学校与宁波市委组织部等单位联合举办宁波经理学院，开办优势骨干企业总裁高级研修班，开展高级经营管理人才培训，已累计培训企业家4000余人。
学校现有科技部国际科技合作基地1个，省级重点学科6个、重点专业12个（十二五以来）、重点实验室（共建）1个、重大技术创新服务平台（共建）1个、实验教学示范中心2个，市级重点学科10个、品牌专业和特色（重点）专业10个、重点实验室4个、创新团队6个、协同创新中心1个、特色学院1个、应用型人才培养基地1个，并建立了浙江大学宁波博士后工作站科研基地等。
2016年，浙江大学与宁波市人民政府签订战略合作协议，双方共建浙江大学宁波“五位一体”校区（包括转型提升浙江大学宁波理工学院，迁建浙江大学软件学院，新建浙江大学宁波研究院、浙江大学宁波国际合作学院、浙江大学工程师学院宁波分院），建成后的浙江大学宁波校区总占地将达到1650亩。
2018年4月，浙江省委常委会召开会议，专题研究浙江大学建设发展问题。作为浙江大学办学体系的重要组成部分，省委常委会支持浙江大学宁波理工学院转设为公办普通本科高校，全面实行公费招生，本科生办学规模计划从现有1.1万余人逐步调整至1万人左右。
2020年1月7日，中华人民共和国教育部决定，组建浙大宁波理工学院，系公办本科层次普通高等学校，定位为应用型高校。

## 学院及专业设置

### 商学院
- 金融学
- 电子商务
- 物流管理
- 国际经济与贸易
- 财务管理
- 国际商务
- 金融学（中美合作办学）
- 国际经济与贸易（中美合作办学）

### 传媒与法学院
- 新闻学
- 广告学
- 网络与新媒体
- 法学

### 外国语学院
- 英语
- 日语

### 机电与能源工程学院
- 机械设计制造及其自动化
- 能源与环境系统工程
- 机械工程
- 机械电子工程
- 包装工程

### 信息科学与工程学院
- 电气工程及其自动化
- 自动化
- 电子信息工程
- 通信工程

### 计算机与数据工程学院
- 计算机科学与技术
- 数据科学与大数据技术
- 信息与计算科学
- 软件工程
- 信息管理与信息系统

### 土木建筑工程学院
- 土木工程
- 道路桥梁与渡河工程
- 工程管理

### 生物与化学工程学院
- 生物工程
- 制药工程
- 化学工程与工艺
- 高分子材料与工程

### 设计学院
- 建筑学
- 工业设计
- 数字媒体艺术
- 环境设计